# Friedrichshafen Flugzeugbau
Friedrichshafen Flugzeugbau GmbH, forkortet Friedrichshafen eller FF, var en tysk flyfremstillingsvirksomhed, der var aktiv i årene 1912-1923. Virksomheden fremstillede primært lette bombefly og søfly under 1. verdenskrig. Virksomhedens totale produktion er anslået til 1692 fly, hvoraf ca. 625 var bombefly.

## Historie
Friedrichshafen Flugzeugbau blev grundlagt den 17. juni 1912 i Friedrichshafen af Diplomingeniør Theodor Kober med Greve von Zeppelin som kompagnon for at fremstille fly til den tyske kejserlige marine. Kober overtog ved virksomhedens grundlæggelse den gamle zeppelinhal i Manzell, og etablerede kort efter produktionshaller i Weingarten (Württemberg) og Warnemünde. Blandt virksomhedens medarbejdere var brødrene Max Wieland og Philipp Wieland samt greve og major Brandenstein-Zeppelin.
Virksomheden fokuserede på fremstilling af søfly (enkelt- og dobbelt-vingede fly) med pontonner til landing på vandet.
Ved slutningen af 1. verdenskrig beskæftigede virksomheden 3.240 medarbejdere.
Ved selskabets ophør i 1923 blev produktionsfaciliteterne i Manzell overtaget af det nystiftede Dornier. Fabrikken i Warnemünde blev overtaget af forretningsmanden og politikeren Hugo Stinnes og blev senere til Arado Flugzeugwerke.

## Udvikling af fly
I begyndelsen producerede virksomheden søfly efter forbillede fra Curtiss Aeroplane and Motor Company, der dengang var den førende producent af søfly og flyvebåde. Under chefingeniør Karl Gehlen udviklede Friedrichshafen dog hurtigt egne designs og begyndte i løbet af 1. verdenskrig også at udvikle bombefly og andre fly, der kunne lande på land.
Friedrichshafens fly blev primært anvendt ved de tyske søflyverstaioner ved Nordsøen og Østersøen. Desuden blev virksomhedens tomotorers bombefly FF G.III anvendt ved fronten.

### Søfly
- 1914: Friedrichshafen FF 19 Søfly
- 1914: Friedrichshafen FF 21 Flyvebåd
- 1914: Friedrichshafen FF 27 Søfly
- 1914/15: Friedrichshafen FF 29 Søfly
- 1915:Friedrichshafen FF 31 Søkampfly
- 1915/16: Friedrichshafen FF 33 Sørekognoseringsfly og let kampfly
- 1916: Friedrichshafen FF 24 Sørekognoseringsfly
- 1916: Friedrichshafen FF 35 Torpedofly
- 1916: Friedrichshafen FF 40 Søkampfly
- 1916: Friedrichshafen FF 41 Søkampfly
- 1916: Friedrichshafen FF 43 Søjagerfly
- 1917: Friedrichshafen FF 39 Søkampfly
- 1917: Friedrichshafen FF 44 Søkampfly
- 1917: Friedrichshafen FF 48 Søkampfly
- 1917: Friedrichshafen FF 49 Søkampfly
- 1918: Friedrichshafen FF 53 Torpedofly
- 1918: Friedrichshafen FF 59 Søkampfly
- 1918: Friedrichshafen FF 60 Søfly
- 1918: Friedrichshafen FF 63 Søkampfly
- 1918: Friedrichshafen FF 64 Søfly

### Bombefly
- 1915: Friedrichshafen G.I Bomber (FF 30)
- 1916: Friedrichshafen G.II Bomber (FF 38)
- 1917: Friedrichshafen G.III Bomber (FF 45)
- 1918: Friedrichshafen G.IV Bomber (FF 62)
- 1918: Friedrichshafen G.V Bomber
- 1918: Friedrichshafen N.I Nat-bombefly

### Bevæbnede rekognosceringsfly
- 1916: Friedrichshafen C.I Rekognosceringsfly (FF 37)

### Jagerfly
- 1917: Friedrichshafen D.I
- 1917: Friedrichshafen D.II

## Fly i dansk tjeneste
Efter 1. verdenskrigs ophør blev af ministeriet for offentlige arbejder i 1919 indkøbt fem FF.49C-fly. Formålet med indkøbet var som et forsøg at indsætte flyene som postfly til og fra Stege på Møn. Efter en prøveperiode på to måneder i sommeren 1919 blev projektet imidlertid opgivet trods punktlighed med levering af posten til og fra Stege. Flyene blev herefter overtaget af Marinens Flyvevæsen.
Flyene fik i 1921 den danske typebetegnelse HB II (Hydro Biplan II) og benævnt med registreringsnumrene 31-35. I 1923 kom yderligere to fly til, der blev tildelt numrene HB II 36 og 37. Disse to fly blev ombygget til dobbeltstyring på Orlogsværftet.
Udover militær anvendelse skaffede det nyetablerede Det Danske Luftfartsselskab, D.D.L. et ombygget FF.49-fly til passagerflyvninger. Flyet blev indsat på ruten København-Malmö-Warnemünde i samarbejde med det tyske selskab D.L.R. Flyruten gav dog stort underskud, hvorfor ruten blev nedlagt og DDL's fly blev overtaget af Marinens Flyvevæsen, der benyttede det til reservedele til de øvrige af Marinens FF.49'ere.
Der arbejdes i dag i Danmark på at genopbygge et replika af FF.49 flyet.